# Frank Wedekind
Benjamin Franklin Wedekind (24 de juliol de 1864 a Hannover - 9 de març de 1918, Múnic), que signava les seves obres sota el nom de Frank Wedekind, era un dramaturg i poeta alemany. La seva obra, crítica de les actituds burgeses de final de segle, especialment en matèria de sexualitat, fan que es consideri un precursor de l'expressionisme i el clima social i cultural dels anys 20, alhora que fou també una influència important en el desenvolupament del teatre èpic. L'estil de Wedekind, amb fragments episòdics, l'ús de la caricatura i recursos distorsionants del realisme el situen com un capdavanter dels moviments expressionistes i com una figura de transició entre el naturalisme anterior i el segle xx. El contingut sexual i polèmic de la seva producció va portar-li nombrosos problemes, incloent-hi una estada a la presó per lesa majestat. La inclusió d'elements homoeròtics, lesbianisme i violència difícilment el feien acceptable a la seva època, si bé tant Emma Goldman com Bertolt Brecht s'hi interessaren pel seu esperit subversiu. La seva influència en el cabaret satíric alemany ha estat molt important, i nombrosos autors com Kurt Tucholsky, Walter Mehring, Joachim Ringelnatz o Eric Kästner seguiren una línia iniciada per Wedekind. Algunes de les seves obres, com les protagonitzades pel seu personatge Lulu, o la primerenca Frühlings Erwachen, han estat adaptades al cinema, musical i òpera.

## L'obra de Wedekind
Els marmessors literaris de Wedekind donaren la seva obra al Monacensia Literaturarchiv de la ciutat de Múnic i a la Aaargauer Kantonsbibliothek d'Aargau.
Wedekind va ser tant poeta, dramaturg i cabareter com periodista. En les seves obres de teatre presentava forta crítica social. Fou en l'àmbit del teatre que l'autor es va fer un nom, i a la seva època comptava entre els més representats a Europa. Amb obres com El despertar de la primavera o Lulu es va apartar del teatre acadèmic i la hipocresia i el moralisme burgesos. Els seus textos molt sovint es consideraren immorals i la llei els requisà. Karl Kraus, però, va ajudar Wedekind a portar el seu teatre a Viena.
Les seves obres Erdgeist i Die Büchse der Pandora tingueren diverses adaptacions. Alban Berg va compondre seva òpera Lulu basant-se en aquests dos texts, mentre que les pel·lícules mudes de Leopold Jessner Erdgeist (Alemanya, 1923) i Georg Wilhelm Pabst Die Büchse von Pandora (Alemanya, 1929). Els guionistes han expressat des d'aleshores certa deferència per la figura de la Lulu a l'obra de Wedekind, i el personatge ha aparegut en obres com Lulu on the Bridge (1998), Something Wild (1986) o The Fine Art of Love (2005). Frühlings Erwachen va ser adaptat recentment en forma de musical a l'Eugene O'Neill Theatre de Broadway, mentre que el grup de rock Metallica va realitzar un disc anomenat "Lulu" amb Lou Reed (de Velvet Underground), influït igualment de la clàssica figura de Wedekind.
Un motiu pel qual la censura de les obres de Wedekind fou contínua era el contingut de naturalesa sexual. Per exemple, la inclusió de motius sado-masoquistes a Frühlings Erwachen, on Ilse és tractada brutalment per diversos homes, Wendla demana a Melchior que la colpegi amb un bastó i la conversa de Hänschen amb un retrat nu mostra aspectes sadomasoquistes. A la seva estrena l'obra es representava tard al vespre i més endavant la seva representació fou prohibida. De la mateixa manera, al començament del primer capítol de Der Marquis von Keith Molly vol que Keith li pegui, directament després de demanar-li permís per "com a mínim, besar-vos la mà". Ja que els motius sadomasoquistes a la història de la literatura fins avui en dia no s'han observat amb prou atenció, no n'existeix una compilació sistemàtica a l'obra de Wedekind. Al mateix temps, la part de la filologia que s'ha interessat per la psicoanàlisi s'ha interessat per les formes i tractament de la sexualitat en Wedekind, especialment en el cas de les figures femenines.

## Obres principals
- Kinder und Narren, drama (1890; EA: 1891. Títol posterior: Die junge Welt)
- Frühlings Erwachen, drama (1891; UA: 1906)
- Der Liebestrank, drama (1891; EA: 1899. Títol posterior: Fritz Schwigerling)
- Erdgeist, Drama (1895)
- Die Fürstin Russalka, Gedichte, Erzählungen, Pantomimen (1897)
- Der Kammersänger, drama (1897; EA: 1899)
- Marquis von Keith, drama (1901)
- Der Tantenmörder, Moritat (1902)
- So ist das Leben, Drama (1902. Títol posterior: König Nicolo oder So ist das Leben)
- Mine-Haha, Romanfragment (1903)
- Die Büchse der Pandora, Drama (1904)
- Hidalla oder Sein und Haben, drama (1904. Títol posterior: Karl Hetmann, der Zwergriese)
- Totentanz, Drama (1905. Títol posterior: Tod und Teufel)
- Die vier Jahreszeiten, Gedichte (1905)
- Musik, Drama (1907)
- Die Zensur, drama (1907/1908)
- Oaha, drama (1908. Títol posterior: Till Eulenspiegel)
- Der Stein der Weisen, Obra d'un acte (1909)
- Franziska, Drama (1911)
- Simson oder Scham und Eifersucht, poema dramàtic (1913)
- Lulu Drama (Unint Erdgeist i Die Büchse der Pandora, 1913)
- Bismarck, Drama (1914/15)
- Überfürchtenichts, drama (1915/1916)
- Herakles, poema dramàtic (1916/1917)
- Lautenlieder (1920)